# Havok (personatge de ficció)
Havok (Alexander Summers) és un superheroi de ficció que apareix en els còmics publicats per Marvel Comics, sovint en associació amb els X-Men. Va aparèixer per primera vegada a The X-Men núm.54 (març de 1969), i va ser creat pel guionista Arnold Drake i el dibuixant Don Heck. Havok genera poderosos "atacs de plasma", una habilitat que li costa molt controlar. Un dels fills de Corsair: ell és el germà menor del X-Men Cyclops, i el germà major de Vulcan. Sovint pateix l'actitud autoritària de Cyclops i també la reputació d'aquest com a membre model dels X-Men.
Havok i el seu interès amorós Polaris han tingut al llarg de la seva història una relació d'amor i odi amb l'equip. Tots dos eren membres de l'equip mutant de la dècada del 1990 que era patrocinat per El Pentàgon, el X-Factor. Després que X-Factor es va dissoldre, Havok va protagonitzar Mutant X; una sèrie en la què ell explorava una realitat alternativa molt estranya. Va tornar als X-Men més tard, succeint el seu pare com a líder dels Starjammers per a posar fi al regnat de Vulcan sobre Shi'ar.

## Història de la publicació
Creat pel guionista Arnold Drake i l'artista Don Heck, Havok va aparèixer per primera vegada a The X-Men nº 54 publicat el 9 de gener de 1969 (amb data de portada març de 1969). Normalment se'l retrata rebregant-se sota l'ombra del seu estimat germà.
En el rellançament de 2012 de les historietes de Marvel, Havok liderava un equip dit Uncanny Avengers; una mescla entre els X-Men i els Avengers.

## Biografia de ficció

### Orígens
Alexander Summers va néixer a Honolulu (Hawaii). Era el segon fill dels tres fills coneguts de Christopher Summers, un comandant de les Forces Aèries dels Estats Units d'Amèrica, i la seva esposa Katherine Anne. Quan Alex era un noi creixent a Anchorage (Alaska), el seu pare va portar la família de viatge en avió; però aquest va ser abatut per una nau espacial shi'ar. Mentre l'avió queia i es calava foc, els seus pares van posar a Alex i Scott uns paracaigudes i els van empènyer fora de l'avió esperant sobrevisquessin. El seu germà es va colpejar el cap i va estar en coma per un temps breu.
Els Summers es van recuperar en un orfenat i Alex va ser adoptat aviat, Scott en canvi va romandre allà durant bona part de la seva infantesa. Alex va ser criat per els Blandings, als quals se'ls hi havia mort el seu fill Todd en un accident de cotxe. Van intentar que Alex s'ajustés a la imatge del seu fill mort, i ell s'hi va esforçar de valent en aconseguir-ho. Quan el noi responsable per la mort de Todd va segrestar Alex i la seva germanastra, Haley; Alex va manifestar els seus poders per primera vegada, incinerant el noi. Mister Sinister, un genetista malvat que estava obsessionat amb el llinatge Summers, es va mostrar sorprès perquè el potencial d'Alex superava el de Scott – malgrat el fet que no sabia com controlar la seva habilitat. Sinister va posar un bloqueig psíquic a les ments d'Alex i Haley, fent-los oblidar el que havia passat eixa nit.

### Primera trobada amb els X-Men
Alex va anar a la universitat a estudiar i obtenir una llicenciatura en geofísica. Allí es va trobar els X-Men originals, i se'n va assabentar que Cyclops era el seu germà. Els seus poders mutants es van fer palesos quan va ser segrestat pel Living Pharaoh, que va declarar Alex com l'únic capaç de rivalitzar amb el seu poder. Els dos compartien les mateixes habilitats còsmiques d'absorció d'energia, en proporció inversa entre ells. Tancant Alex en una cel·la, el faraó va poder absorbir prou energia còsmica com per a convertir-se en el Living Monolith (el Monòlit Vivent). Els X-Men van lluitar una batalla desesperançadora contra el pràcticament imparable Monolith, fins que Alex es va poder alliberar i el Monolith va tornar a ser només el Living Pharaoh.
Al principi el poder mutant d'Alex semblava manifestar-se només quan estava a prop de la mort. No podia controlar-lo, temia el seu immens poder.
Alex va ser capturat més tard per Larry Trask i el seu Sentinel, que pretenien controlar o erradicar tots els mutants. Trask va crear una disfressa per a Alex que li ajudaria a controlar els seus poders i Alex va rebre aleshores el sobrenom de Havok. Trask va resultar ser un mutant també i els Sentinels van ser derrotats per els X-Men. Havok va perdre el control sobre els seus poders, no obstant el seu excés d'energia va ser absorbit per Sauron. Havok a posteriori va recuperar el control.
Havok es va unir els X-Men i va començar una relació amb Lorna Dane/Polaris, per a l'emprenyamenta d'Iceman (que també estava interessat en ella). Mentre els X-Men sènior eren a la Terra Salvatge, Havok i Polaris van ser informats per Professor X sobre la imminent invasió de l'alienígena Z’Nox. Durant aquesta època els dos es van enamorar l'un de l'altre.
Els X-Men originals, Havok, i Polaris foren capturats per Krakoa, l'illa vivent; malgrat tot, més tard van ser rescatats per els nous X-Men. Havok i Polaris després van abandonar l'equip juntament amb la majoria dels altres membres.
Havok seria capturat de nou pel Living Pharaoh, i aquesta vegada fou rescatat per Spider-Man i Thor.
Havok i Polaris van ser membres i aliats ocasionals dels X-Men durant anys. Ho van alternar mentre feien treballs de carrera i obtenien un postgrau al sud-oest americà – on de tant en tant es van trobar amb el Hulk – i ajudaven a Moira MacTaggert en les seves instal·lacions per a la investigació genètica de l'Illa Muir, a la costa escocesa. Va ser durant la seva estada a l'Illa Muir que Havok va ajudar els X-Men en la seva lluita contra Proteus.
Finalment Alex se n'assabentaria que Corsair dels Starjammers era en realitat el seu pare.
Durant una de les seves aventures, Polaris va ser posseïda pel mutant marauder Malice, cosa que va acabar amb la seva relació amorosa per un temps. Havok llavors va buscar refugi amb els X-Men.

### Wolverine i els X-Men
Durant aquest període, Havok va tenir una relació amb Madelyne Pryor. Tots dos havien estat rebutjats per les seves relacions anteriors: el marit de Pryor per aleshores, Cyclops, l'havia deixat per Jean Grey. Madelyne va ser manipulada per N'astirh i es va convertir en la Goblin Queen. Ella va intentar manipular a Havok perquè l'ajudés a apoderar-se del món per a transformar-lo en un regne demoníac. Havok va acabar recuperant el seny i Madelyne es va suïcidar després de descobrir que ella era un clon de Jean Grey.
Havok es va fer amic de Wolverine i altres, i llavors va compartir aventures amb ells. Mentre eren de vacances a Mèxic, van ser objectiu d'una cèl·lula terrorista. Van derrotar la cèl·lula, però es van deixar enganyar per una dama que era en realitat membre del grup terrorista. Havok es va acabar despertant en l'hospital, on va ser atès per la infermera Scarlett McKenzie (una assassina). Ella va manipular a Havok i va fer que se n'enamorés. Scarlett treballava per els terroristes russos Dr. Neutron i Meltdown. Havent fracassat prèviament carregant els superpoders de Meltdown amb l'energia alliberada en l'accident de Txernòbil, ells volien usar Havok com u canal conductor per a canalitzar l'energia d'un reactor atòmic cap a Meltdown. Scarlett va donar a Havok informació falsa, "que els terroristes intentaven sabotejar una central nuclear". Quan es va aventurar fins al cor del reactor, el va trobar arribant a un límit crític. Segons com estipulava el pla, Havok va intentar absorbir la radiació; no obstant, quan va observar Meltdown matant a Scarlett, va alliberar l'energia sobre Meltdown portant-lo a tenir un gran poder. Wolverine va arribar i va evitar el desastre enfrontant-se a Meltdown, mentre Havok continuava absorbint energia del reactor; encara a punt d'esclatar. Wolverine va matar Meltdown en penetrar en el seu cos amb diverses varetes de control que van alentir les reaccions nuclears que es produïen a dins seu, i Havok va redirigir la radiació nuclear cap a l'espai.

### Genosha
Havok va passar a través del Siege Perilous amb diversos altres X-Men fugint dels reavers, els caçadors ciborgs. Havok acabaria amnèsic a Genosha, un país que utilitzava mutants i esclaus d'enginyeria genètica anomenats Mutates. Es va acabar convertint en un magistrat d'alt rang de l'exèrcit genoshà. Els seus companys X-Men no tenien ni idea del que li havia passat fins que, durant la X-Tinction Agenda, el govern genoshà va segrestar membres dels equips mutants X-Men, X-Factor, i New Mutants. Durant una lluita aferrissada amb Ciclops, la memòria de Havok va tornar; però ho va mantenir en secret esperant agafar el líder genoshà, Cameron Hodge, amb la guàrdia abaixada. Al final va tenir èxit i va poder donar-li el cop de gràcia a Hodge, tot i això ell i Wolfsbane van decidir romandre a Genosha, ja que volien ajudar a reconstruir l'orgullosa nació d'antany.